# Buenas noches (programa de televisión venezolano)
Buenas Noches fue un programa de producción nacional independiente venezolana, y comenzó a ser transmitido por el canal de televisión Globovisión desde el 28 de junio de 2006 hasta el 27 de mayo de 2013. El programa tuvo un realanzamiento en 2014 vía streaming en el canal VerTV, finalizando las mismas tiempo después. Tuvo gran resonancia y audiencia en Venezuela en las décadas que estuvo al aire.

## Conductores
El programa estuvo conformado por Francisco "Kiko" Bautista, Carla Angola, Roland Carreño y Pedro Luis Flores, Mariana Gómez forma parte de la nueva etapa sin Angola.

## Formato
Se transmitió de lunes a viernes de 10:00 pm a 12:00 am, en Globovisión con una variedad de contenido e invitados, además de un toque de comedia. Se caracterizó por tratar diversas temáticas, desde espectáculos a política, y un tono crítico al gobierno (como parte de la línea editorial del canal). 
Se conformaba por comentarios sobre temas del día en los primeros minutos, mientras el resto del programa constaba de entrevistas, en los tiempos intermedios se presentaba alguna noticia y la sección "Titulares de mañana".

## Salida de Globovisión
El 27 de mayo de 2013, el programa dejó de salir al aire, debido a comentarios realizados el 24 de mayo de 2013, a causa de la salida del canal de noticias (Globovisión) del diputado a la Asamblea Nacional y conductor del programa "Aló Venezuela", Ismael García.
También se agrega la polémica surgida luego de que el programa transmitiera un resumen de un acto del dirigente opositor Henrique Capriles Radonski, lo cual generó un problema con la nueva directiva del canal, y esto causara el despido de Kiko Bautista del canal. Los ejecutivos del canal pensaron en comprar los derechos del programa que era perteneciente a Kiko Bautista, pero este se negó. Luego de su salida del aire, los conductores del programa decidieron hacer una gira nacional, haciendo una adaptación de Buenas Noches como especie de obra de teatro, con gran recepción por parte del público.

## Transmisión por Internet
Durante un tiempo del 2013 el programa se transmitió a manera de show en vivo por Internet, si estar en algún medio específico. Este se transmitía en lugares públicos (plazas o teatros). Para septiembre del 2014 el programa regresa de manera corriente a través de un canal por Internet, pero sin la participación de Pedro Luis Flores y Carla Angola.